# Rutiga ninjan 2
Rutiga ninjan 2 (danska: Ternet Ninja 2) är en dansk animerad familjefilm från 2021 regisserad av Anders Matthesen och Thorbjørn Christoffersen. Filmen är en uppföljare till Rutiga ninjan från 2018, som är baserad på Matthesens barnbok Ternet ninja. 
Filmen hade premiär i Danmark den 19 augusti 2021.

## Handling
Rutiga ninjan kommer tillbaka – i ett nytt skal. Den cyniska leksakstillverkaren Phillip Eberfrø kommer undan sitt straff, och oskyldiga barn är i fara. Jakten på hämnd och rättvisa återupptas tillsammans med den 13-årige Aske. De två åtföljs av både Sirene och Askes styvpappa Jørn, som går all in med sin nyaste uppfinning: en nedbrytningsapp. De ständigt sötsugne Sune är också med – och självklart Askars (oumbärliga) farbror Stewart, som alltid sprider trivsel i familjen.

## Rollista

### Danska originalröster
- Anders Matthesen – Rutiga ninjan, Stewart Stardust och alla övriga roller
- Louis Næss-Schmidt – Aske
- Emma Sehested Höeg – Jessica Eberfrø

## Mottagning
Rutiga ninjan 2 sålde på fyra dagar under premiärhelgen 246 684 biljetter på bio (inklusive biljetter till smygpremiären). Filmen har därmed den bäst säljande premiärhelgen i Danmark någonsin. Filmen slog också rekord som bäst säljande film på en dag genom att sälja 68 000 biobiljetter lördagen i premiärhelgen - 2 dagar efter att de släpptes.
Filmen fick goda recensioner vid premiären. Filmmagasinet Eko och BT gav båda fem av sex stjärnor.